# Osamu Yamaji
Osamu Yamaji (n. 31 august 1929, prefectura Hyōgo, Japonia – d. 26 ianuarie 2021, Prefectura Kanagawa, Japonia) a fost un fotbalist japonez.

## Statistici
| Japonia | Japonia | Japonia |
| An      | Meciuri | Goluri  |
| ------- | ------- | ------- |
| 1954    | 1       | 0       |
| Total   | 1       | 0       |